# Calde
Calde ist eine Gemeinde (Freguesia) im portugiesischen Kreis Viseu. In ihr leben 1271 Einwohner (Stand 19. April 2021).

## Söhne & Töchter der Stadt
Der portugiesische Politiker und Fußball-Funktionär Valentim dos Santos de Loureiro wurde in Calde geboren.